# Električna admitancija
Električni otpor je definiran kao mjera suprotstavljanja prolasku istosmjerne električne struje kroz strujni krug, dok je električna vodljivost opisana kao veličina recipročna električkom otporu. Električna impedancija je definirana kao mjera suprotstavljanja prolasku izmjenične struje kroz strujni krug (u daljnjem tekstu skrećeni nazivi: otpor, struja, impedancija, vodljivost, napon, strujni krug i sl.) i također ima svoju recipročnu «vodljivost» za izmjeničnu struju koja se naziva admitancija.

## Definicija
Odnosi struje, napona i otpora u istosmjernim strujnim krugovima definirani su Ohmovim zakonom gdje je otpor nekog elementa određen omjerom pada napona na njemu i struje koja prolazi kroz njega te uzrokuje taj pad napona:
{\displaystyle R={\frac {U}{I}}}
Kako je vodljivost recipročna otporu vrijedi da je
{\displaystyle G={\frac {1}{R}}={\frac {I}{U}}}
Za razliku od otpora koji izražavamo u {\displaystyle \Omega \,} (Ohmima), vodljivost izražavamo u {\displaystyle S\,} (Simensima). Kako bi se naglasila reaktivna komponenta impedancije, impedanciju i reaktanciju ne izražavamo u {\displaystyle \Omega \,}, već u V/A (voltima/amperu), a admitanciju A/V (amperima/voltu) gdje tada možemo govoriti i o svojevrstnom Ohmovom zakonu za izmjeničnu struju:
{\displaystyle Z(j\omega \,)={\frac {U(j\omega \,)}{I(j\omega \,)}}}
odnosno
{\displaystyle Y(j\omega \,)={\frac {I(j\omega \,)}{U(j\omega \,)}}}
gdje su U i I  napon, odn. struja u kompleksnoj ravnini,  Z  impedancija, a Y admitancija.
Impedancija i admitancija idealnog otpora jednake su otporu, odn. vodljivosti za istosmjernu struju, tj.
{\displaystyle Z_{R}=R\,}
{\displaystyle Y_{R}=G\,}
Zavojnici se u kompleksnom području dodjeljuje impedancija jednaka reaktanciji induktiviteta
{\displaystyle {Z_{L}}=X_{L}=j\omega \,L}
i odgovarajuća «reaktivna vodljivost» ili susceptancija
{\displaystyle {Y_{L}}=B_{L}={\frac {1}{j\omega L}}}
Kondenzatoru se u kompleksnom području dodjeljuje impedancija jednaka reaktanciji kapaciteta
{\displaystyle {Z_{C}}=X_{C}={\frac {1}{j\omega C}}}
i odgovarajuća «reaktivna vodljivost» ili susceptancija
{\displaystyle {Y_{C}}=B_{C}=j\omega \,C}

## Prikaz admitancije
Admitancija se nalik impedanciji i, općenito, svakoj kompleksnoj veličini može prikazati u kompleksnoj ravnini na tri različita, no međusobno čvrsto povezana načina. Prikazati je možemo u kartezijanskim koordinatama, trigonometrijskom obliku ili u eksponencijalnom obliku. Svaki od prikaza ima svoje prednosti i nedostatke, no prijelaz iz jednog u drugi oblik je elementaran i sukladan svojstvima kompleksnih brojeva.

### Prikaz admitancije u kartezijanskim koordinatama
Prikaz u kartezijanskim koordinatama je, na izvjestan način, najjednostavniji tako da paralelni spoj otpora i kapaciteta ima zajedničku admitanciju
{\displaystyle {Y}={\frac {1}{R}}+j\omega \,C}
dok je admitancija paralelnog spoja otpora R i induktiviteta L jednaka
{\displaystyle {Y}={\frac {1}{R}}+{\frac {1}{j\omega L}}}
Prikaz u kartezijanskim koordinatama praktičan je kada treba naći rezultantnu admitanciju paralelnog spoja više admitancija te je općenito
{\displaystyle Y=Y_{1}+Y_{2}+...+Y_{n}=(G_{1}+G_{2}+...+G_{n})+(B_{1}+B_{2}+...+B_{n})=G+B\,}
gdje se sukladno računu u kompleksnom području odvojeno zbrajaju realni dijelovi svih admitancija te čine realni dio G rezultantne impedancije Y, dok suma imaginarnih dijelova svih susceptancija čini imaginarni dio B  rezultantne admitancije Y.

### Prikaz admitancije u trigonometrijskom obliku
Admitancija se, kao i svaki kompleksni broj, može prikazati i u trigonometrijskom obliku. Impedancija prikazana u kartezijanskim koordinatama kao
{\displaystyle {Y}={G}+{B}\,}
određuje modul trigonometrijskog prikaza kao
{\displaystyle |{Y}|={\sqrt {{Y}{Y}^{*}}}={\sqrt {G^{2}+(B)^{2}}}}
te argument trigonometrijskog prikaza kao
{\displaystyle \varphi =\arctan {\left({\frac {B}{G}}\right)}}
odakle slijedi i trigonometrijski oblik određen izrazom
{\displaystyle {Y}=|{Y}|(cos\varphi \,\pm jsin\varphi \,)}
gdje je predznak u trigonometrijskom prikazu određen predznakom funkcije  {\displaystyle \arctan \,}.
Trigonometrijski oblik prikazuje neposredno apsolutnu veličinu admitancije te predznak njezina argumenta iz kojeg se vidi da li je admitancija induktivnog ({\displaystyle sin\varphi } <0) ili kapacitivnog karaktera ({\displaystyle sin\varphi } >0). Ako, međutim, treba podijeliti ili pomnožiti kompleksne veličine, tada je daleko praktičniji eksponencijalni prikaz u polarnim koordinatama.

### Prikaz admitancije u polarnim koordinatama
Admitancija prikazana eksponencijalnom funkcijom u polarnim koordinatama također neposredno prikazuje apsolutnu veličinu admitancije, ali neposredno prikazuje i njezin argument. Prijelaz iz trigonometrijskog oblika u eksponencijalni oblik impedancije izvediv je na temelju Eulerove formule koja ustanovljava sljedeću vezu
{\displaystyle {Y}=|{Y}|(cos\varphi \,+jsin\varphi \,)=|{Y}|e^{j\varphi \,}}
Eksponencijalnom funkcijom u polarnim koordinatama mogu se prikazati i fazori napona i struje tako da je ovaj način vrlo prikladan kada je potrebno iz odnosa struje i napona izračunati admitanciju, iz odnosa struje i admitancije pad napona ili iz umnoška napona i admitancije izračunati struju koja teče kroz admitanciju.

### Izračunavanje admitancije
Neka je zadan izmjenični električni izvor napona U tako da je
{\displaystyle {U}=|{U}|e^{j\varphi \,_{1}}}
i struja I kroz nepoznatu impedanciju Y tako da je
{\displaystyle {I}=|{I}|e^{j\varphi \,_{2}}}
Kako je admitancija određena omjerom struje i napona, slijedi da je
{\displaystyle {Y}={\frac {|{I}|e^{j\varphi \,_{2}}}{|{U}|e^{j\varphi \,_{1}}}}={\frac {|{I}|}{|{U}|}}e^{j(\varphi \,_{2}-\varphi \,_{1})}}
iz čega je lako zaključiti o modulu i argumentu nepoznate admitancije. Inverznim prelaskom najprije u trigonometrijski, a nakon toga u kartezijanski oblik prikaza impedancije jednostavno se može zaključiti o veličini vodljivosti te karakteru i veličini susceptancije.

### Pretvaranje impedancije u admitanciju
Pri analizi imalo složenijih strujnih krugova redovito se ukazuje potreba da u cilju pojednostavljenja strujnog kruga, odn. nalaženja nadomjestne impedancije cjelokupnog strujnog kruga, pretvaramo impedancije u admitancije i reverznim postupkom pretvaramo admitancije u impedancije, pojednostavljujući korak po korak složeniji strujni krug u jednostavniji. To u osnovi možemo učiniti prikazujući impedancije i admitancije u kartezijanskim ili polarnim koordinatama.

#### Pretvaranje impedancije u admitanciju u kartezijanskim koordinatama
Impedancija se u kartezijanskim koordinatama prikazuje kompleksnim brojem oblika
{\displaystyle {Z}={R}+{X}\,}
gdje reaktancija može biti pozitivna (induktivni karakter reaktancije) ili negativna (kapacitivni karakter reaktancije). Pri pretvorbi impedancije u admitanciju koristi se konjugirano-kompleksna vrijednost impedancije prema predlošku
{\displaystyle {Y}={\frac {1}{Z}}={\frac {1}{Z}}{\frac {Z^{*}}{Z^{*}}}={\frac {R}{|{Z}|^{2}}}\pm \ {\frac {X}{|{Z}|^{2}}}}
gdje je predznak imaginarnog dijela konjugirano-kompleksne vrijednosti suprotan predznaku imaginarnog dijela impedancije.
Primjer:
Neka je zadana kapacitivna impedancija veličine
{\displaystyle {Z}={6}-j{8}\,}
Njezina odgovarajuća admitancija nalazi se prema gore navedenom predlošku kao
{\displaystyle {Y}={\frac {1}{Z}}={\frac {1}{6-j8}}{\frac {6+j8}{6+j8}}={\frac {6}{100}}+{\frac {j8}{100}}=0,06+j0,08}
Sličnim postupkom može se admitancija pretvoriti natrag u impedanciju.

#### Pretvaranje impedancije u admitanciju u polarnim koordinatama
Prikaz impedancije u polarnim koordinatama u obliku eksponencijalne funkcije izrazito je prikladan za pretvaranje u admitanciju. Prikažemo li impedanciju u skladu s time kao
{\displaystyle {Z}=|{Z}|e^{j\varphi \,}}
Njezina odgovarajuća admitancija nalazi se prema predlošku
{\displaystyle {Y}={\frac {1}{Z}}={\frac {1}{|{Z}|e^{j\varphi \,}}}={\frac {1}{|{Z}|}}e^{-j\varphi \,}}
Primjer:
Prikažemo li impedanciju Z = 6 – j8 iz ranije navedenog primjera u polarnim koordinatama u eksponencijalnom obliku kao
{\displaystyle {Z}={10}e^{-j53,13^{0}}}
Njezina odgovarajuća admitancija iznosi
{\displaystyle {Y}={\frac {1}{Z}}={\frac {1}{{10}e^{-j53,13^{0}}}}={0,1}e^{+j53,13^{0}}=0,06+j0,08}
Sličnim postupkom može se u polarnim koordinatama admitancija pretvoriti natrag u impedanciju.

### Zaključak
Prilikom pretvaranja impedancije u admitanciju mijenja se reaktivni karakter kompleksne veličine te se kapacitivna impedancija pretvara u induktivnu admitanciju i obratno, induktivna impedancija se pretvara u kapacitivnu admitanciju. Pri tome je apsolutna vrijednost ili modul admitancije jednak recipročnoj vrijednosti apsolutne vrijednosti, odn. modula impedancije. Reverzna pretvorbe admitancije u impedanciju izvodi se na odgovarajuće isti način.

## Primjena
Analize svojstava električnih strujnih krugova i mreža bile bi nezamislive bez pojmova kao što su električna impedancija, admitancija ili reaktancija definiranih u području kompleksnih brojeva. Premda se u analizama mreža i strujnih krugova daleko češće računa s impedancijama, računanje s admitancijama je nezaobilazno tamo gdje se nalazi više paralelno spojenih grana i gdje je potrebno izračunati rezultantnu impedanciju nadomjestnog strujnog kruga ili pojedinih njegovih dijelova.
Prilikom analiza mreža i četveropola mogu se primijeniti svi poučci i metode koje vrijede za istosmjerne struje kao što su Theveninov poučak, Nortonov poučak, Metoda superpozicije te metode temeljene na Kirchhoffovim zakonima (Metoda konturnih struja, Metoda čvorova) uz poštovanje izračuna u području kompleksnih brojeva.